# Дарија Клишина
Дарија Игоревна Клишина (рус. Да́рья И́горевна Кли́шина; Твер, 15. јануар 1991) руска је атлетичарка, специјалиста за скок удаљ, двострука европска првакиња у дворани (2011. и 2013), светска првакиња спортиста до 17 год (2007), Европска јуниорска првакиња 2009. и победница на Европском првенству младих 2011.

## Каријера
У почетку је играла одбојку, али њен отац, бивши спортиста, одлучио је да се опроба у индивидуалном спорту. Са 13 година одазива се позиву школе за олимпијске резерве у Москви.
Са 19 година је на Светском првенству у дворани 2010. заузела пето место са резултатом од 6,62, један центиметар иза трећепласиране Бразилке Кејле Косте, а 8 цм иза победнице Бритни Рис из САД.
Освојила је две златне медаље на европским првенствима у дворани 2011. и 2013. Првакиња је Европе и света у кадетској и јуниорској конкуренцији. Лични рекорд Дарије Клишине износи 7,05 м и остварила га је 2011. у Острави.
На Европском првенству у дворани 2017. у Београду заузела је четврто место у финалу.

## Остало
Носилац је јуниорског рекорда Русије са резултатом 7,05 метара. Ово је трећи јуниорски резултат постигнут икада, два боља скока је имала Хајке Дрекслер скоковима 1983. од 7,14 м и 7,08 м.
Пажњу медија поред врхунских резултата привлачи и због лепоте. Проглашена је као „најсексепилнија спортисткиња Русије 2010.” на гласању у Рунету. Уврштена је међу најлепше спортисткиње на Летњим олимпијским играма 2012. у Лондону.
Није удата.

## Значајнији резултати
| Година                           | Такмичење                                  | Локација               | Место  | Резултат |
| Русија                           | Русија                                     | Русија                 | Русија | Русија   |
| -------------------------------- | ------------------------------------------ | ---------------------- | ------ | -------- |
| 2007.                            | Светско првенство за млађе јуниоре У-18    | Острава, Чешка         | 1      | 6,47     |
| 2007.                            | Европско првенство за млађе јуниоре У-18   | Београд, Србија        | 1      | 6,43     |
| 2009.                            | Европско првенство за старије јуниоре У-20 | Нови Сад, Србија       | 1      | 6,80     |
| 2010.                            | Светско првенство у дворани                | Доха, Катар            | 5      | 6,62     |
| 2011.                            | Европско првенство у дворани               | Париз, Француска       | 1      | 6,80     |
| 2011.                            | Европско првенство за млађе сениоре У-23   | Острава, Чешка         | 1      | 7,05     |
| 2011.                            | Светско првенство                          | Тегу, Јужна Кореја     | 7      | 6,50     |
| 2012.                            | Светско првенство у дворани                | Истанбул, Турска       | 4      | 6,85     |
| 2013.                            | Европско првенство у дворани               | Гетеборг, Шведска      | 1      | 7,01     |
| 2013.                            | Универзијада                               | Казањ, Русија          | 1      | 6,90     |
| 2013.                            | Светско првенство                          | Москва, Русија         | 7      | 6,76     |
| 2014.                            | Светско првенство у дворани                | Сопот, Пољска          | 7      | 6,51     |
| 2015.                            | Светско првенство                          | Пекинг, Кина           | 10     | 6,65     |
| Представљала Независне учеснике* |                                            |                        |        |          |
| 2016.                            | Олимпијске игре                            | Рио де Жанеиро, Бразил | 9      | 6,63     |
| 2017.                            | Европско првенство у дворани               | Београд, Србија        | 4      | 6,84     |
| 2017.                            | Светско првенство                          | Лондон, УК             | 2      | 7,00     |

- Русија је и даље суспендована из међународних такмичења, тако да је њени спортисти нису могли представљати на овим Првенствима. Добили су дозволу да могу да учествују под одређеним условима. Такмичили су се под именом „Независни спортисти” (енгл. Authorised Neutral Athletes) под заставом  и под условима ИААФ.[7]

## Лични рекорди
| Дисциплина               | Резултат | датум         | Место    | Белешка |
| ------------------------ | -------- | ------------- | -------- | ------- |
| Скок удаљ — на отвореном | 7,05     | 17. јул 2011. | Острава  |         |
| Скок удаљ — у дворани    | 7,01     | 2. март 2013. | Гетеборг |         |